# آدمک‌ها
آدمک‌ها فیلمی به کارگردانی و نویسندگی علی قوی‌تن محصول سال ۱۳۸۰ ایران است. این فیلم به صورت دیجیتالی ضبط شده است.

## خلاصه فیلم
این فیلم داستان جوانی است که برای انجام مأموریتی وارد پارک می‌شود و در طول روزهای انتظار با افرادی آشنا می‌شود که سرنوشت همه آن‌ها به یکدیگر مربوط است و…

## جشنواره‌ها
آدمک‌ها در هشتمین دوره جشن خانه سینما (۱۳۸۳) در بخش فیلم‌های بلند شرکت کرده است.